# Carl Størmer
Fredrik Carl Mülertz Størmer (Skien, 3 settembre 1874 – Oslo, 13 agosto 1957) è stato un matematico e astrofisico norvegese.
Noto per gli studi relativi alle particelle cariche nella magnetosfera e alla formazione dell'aurora polare, i suoi risultati nella teoria dei numeri riguardano i numeri di Størmer. Nel 1971 gli è stato intitolato il cratere Störmer.

## Biografia
Figlio unico del farmacista Georg Ludvig Størmer e di Elisabeth Amalie Johanne Henriette Mülertz, dimostrò sin da ragazzo una grande passione per le scienze naturali, l'astronomia, la fisica, la chimica e in modo particolare la botanica. All'età di 16 anni, incominciò a interessarsi di matematica pura. Ha studiato alla Royal Frederick University di Christiania dal 1892 al 1897 e nel 1898 divenne un candidatus realium. Nei due anni successivi si trasferì alla Sorbona di Parigi, dove ebbe modo di studiare, tra gli altri, con Picard, Poincaré, Painlevé e Jordan e poi nel 1902 continuò gli studi all'Università di Gottinga. Nel 1903 divenne professore di matematica all'Università di Oslo, posizione che mantenne per ben 43 anni fino al 1946, quando si ritirò all'età di 72 anni. Nel 1918 fu nominato primo presidente della Società norvegese di matematica.

### Vita privata
Nel febbraio 1900 sposò Ada Clauson, dalla quale ebbe cinque figli: suo figlio Leif Størmer fu un geologo e paleontologo, divenne professore di paleontologia all'Università di Oslo e fu il padre del matematico Erling Størmer.

## Ricerca

### Matematica
La prima pubblicazione di Størmer, all'eta di 18 anni, riguardava le serie trigonometriche e, in particolare, la generalizzazione dell'espansione di Taylor della funzione arcoseno: su questo stesso argomento pubblicò altri 6 articoli scientifici tra il 1895 e il 1896. Successivamente, si occupò del problema di rappresentare π come combinazione razionale dei cosiddetti numeri di Gregory.
Nel 1897 dimostrò che per ogni insieme finito P di numeri primi, c'è un numero finito di coppie di interi consecutivi che hanno come loro fattori primi elementi di P: questo teorema è noto come teorema di Størmer. Størmer descrisse anche un algoritmo per trovare tali coppie.

### Astrofisica
Størmer, come astrofisico, si interessò in particolare dell'interazione fra la magnetosfera terrestre e le particelle cariche provenienti dallo spazio esterno, della formazione delle aurore polari, dei raggi cosmici. In questa veste scrisse anche il trattato divulgativo Dalle stelle agli atomi, più volte ripubblicato negli anni trenta.

## Premi e riconoscimenti

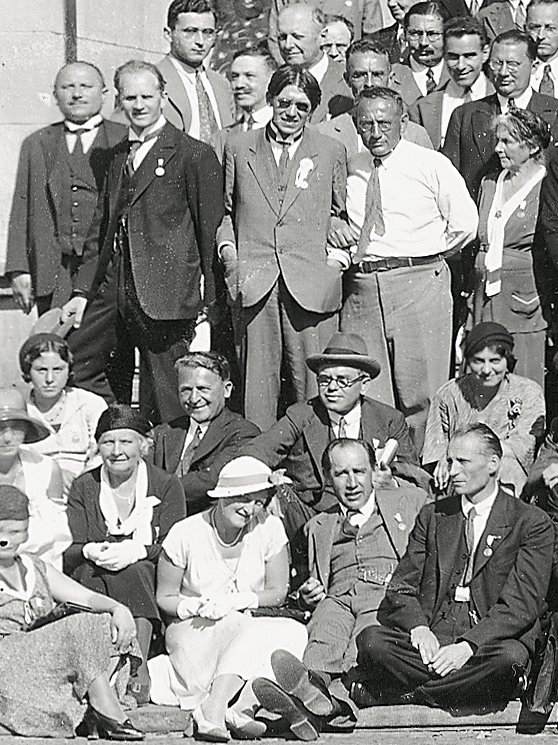
Carl Størmer al Congresso internazionale dei matematici del 1932

Nel 1951 è stato eletto membro straniero della Royal Society. Inoltre, fu un membro corrispondente dell'Accademia francese delle scienze, dalla quale ricevette la Medaglia Janssen nel 1922 per i suoi studi sulle aurore. Fu anche presidente del Congresso internazionale dei matematici del 1936.